# Bjursjön, Bohuslän
Bjursjön är en sjö i Uddevalla kommun i Bohuslän och ingår i Bäveåns huvudavrinningsområde. Sjön är 9 meter djup, har en yta på 0,079 kvadratkilometer och befinner sig 84 meter över havet.
Sjön kan nås via promenedstråket lelången. Kring sjön finns flera löp- och vandringsleder, ett elljusspår och Uddevalla skidklubbs sportstuga. Stränderna i norr är bra utflyktsmål och där finns även en kommunal badplats. I Bjursjön krävs inget fiskekort för att få fiska. 
Norr om Bjursjön ligger Hogsjön som har ett rikt fågelliv. 